# Sant Josep de Fontdepou
Sant Josep és una església al nucli urbà de Fontdepou (Noguera) inclosa a l'Inventari del Patrimoni Arquitectònic de Catalunya.
L'antiga església parroquial era dedicada a Sant Macari, i és ja esmentada el 1048. Edifici de planta rectangular que té el portal dovellat, amb fornícula a la clau, a la façana de ponent. Un forat com a rosassa il·lumina el cor i l'espadanya amb una campana presideix aquesta façana principal, que s'ha tornat a arrebossar últimament. La coberta actual de teula àrab se superposa sobre l'anterior, recreixent els murs de carreus de pedra reblats.
El juny de 2023 es va anunciar que l'Ajuntament invertirà 65.687 euros en la rehabilitació de dos esglésies del municipi, incloent la de Sant Josep.